# Double Blues Crossing
Double Blues Crossing ist ein Jazz-Album von Gerry Hemingway, das am 30. Oktober 2002 im Grande Auditorio des Centro Cultura de Belém in Lissabon aufgenommen wurde und im September 2005 bei Between the Lines erschien.

## Das Album
Hemingway schrieb die Suite Double Blues Crossing 1993 als Auftragskomposition des amerikanischen Meet the Composer-Programms für das Ensemble Illiad Quartet, das aus James Emery, J. D. Parran, Michael Formanek und Hemingway selbst bestand. Das 2002 entstandene Album besteht aus zwei Teilen; der erste Teil (Double Blues Crossing) ist eine Suiten-artige Abfolge von fünf Kompositionen, die nach Ansicht von Budd Kopman den Soundtrack zu einem Kurzfilm bilden könnte, dessen Story von Hemingway – in John-Steinbeck-Manier – in den Liner Notes vorgestellt wird. „Buddy Luckett“ und „Joe Cracklin“, nach denen die Stücke bekannt sind, seien „die Charaktere in einer Geschichte vom mysteriösen Tod im armen Süden [der USA], wie von Rosa Abigail dem Erzähler berichtet, hinter dem sich Hemingway selbst verbergen dürfte.“

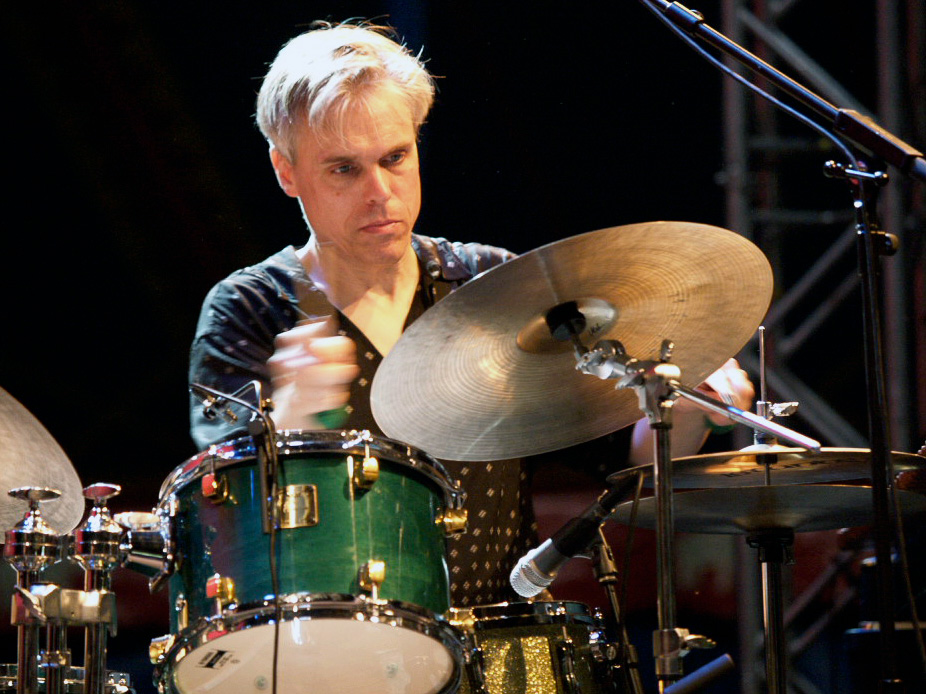
Gerry Hemingway, moers festival 2007

In den Stücken des Suite setzt Hemingway elektronische Samples (darunter kurze Sequenzen von Old-Time Music und Folk) ein und mischt sie in die Musik des Quintetts, zu dem neben dem Schlagzeuger der Holzbläser Frank Gratkowski, Posaunist Wolter Wierbos, Cellist Amit Sen und der Bassist Kermit Driscoll gehören. In Don’t Melt Away, Pts. 1 & 2 erklingt „eine Art bizarrer New-Orleans-Trauermarsch“, angeführt von der Posaune. Für Kopman steht die Musik losgelöst von der Geschichte; das Material könnte auch für ein modernes Ballett Verwendung finden. Die drei übrigen Stücke des Albums bleiben in der Stimmung der vorangegangenen Musik, ohne dass jedoch deren Bezüge zum Blues oder den Südstaaten entstehen.  Rallier, für Ted Panken ein „Post-Ornette Coleman-Stomp“, ist nach Bud Kopmans Absicht „eine Art Schrei der Posaune“ über einem Walking Bass und subtilem Schlagzeugspiel. Das laut Ted Panken „AACM-Post-Webern“ artige Night Town/Tent, das längste und am weitesten abstrakte Stück des Albums, ist mehr atmosphärisch und impressionistisch angelegt, geprägt von Hemingways Marimba und Klang-Sequenzen mit gestrichenen Becken. Slowly Rising beschwört wiederum mit Frank Gratkowskis Klarinette und Wolter Wiebos’ Posaune erneut eine Art südländisches Feeling herauf, mit der einfachen Verwendung von „Double Stops der Streicher, hüpfenden Rhythmen und oszillierenden Harmonien“. mit Bezügen zum Highlife und südafrikanischen Township Jive.

## Titelliste
- Gerry Hemingway: Double Blues Crossing (Between the Lines BTLCHR 71202[7])
  - [Suite]: Double Blues Crossing
    - 1 a. Buddy Luckett’s Dream By the Dry Grass Pt. 1
    - 1 b. Where the Once Never Blues – 5:10
    - 2 Buddy Luckett’s Dream By the Dry Grass Pt. 2 – 4:55
    - 3 Don’t Melt Away Pt. 1 & 2 – 7:52
    - 4 It Ain’t Slippery But It’s Wet – 6:42
    - 5 Joe Cracklin Left This Before the River Got Him – 4:58
    - 6 Rallier – 8:31
    - 7 Night Town/Tent – 13:39
    - 8 Slowly Rising – 7:13
- Alle Kompositionen stammen von Gerry Hemingway.

## Rezeption des Albums
Bud Kopman schrieb in All About Jazz, Double Blues Crossing greife nach der Aufmerksamkeit des Hörers und halte sie. Auch wenn da keine richtigen Melodien seien, schaffe das Ensemble durch Verlagerungen und Wechsel verschiedene Stimmungen und Impressionen. Letztendlich sei das Album „ein belohnender Trip für jeden, der sich traut, sich den Fluss hinunter in die Schwärze der Nacht treiben zu lassen.“ (rewarding trip for anyone who dares drift down the river in the black of the night).
Chris Kelsey lobt in seiner Besprechung in JazzTimes die inspirierte Integration der Elektronik in das Repertoire, das „anspruchsvolles kompositorisches Gespür zeigt, indem es ein faszinierendes, wunderbar durchdachtes Ganzes formt.“ Auch wenn die Musik komplex sei, komme sie natürlich und anscheinend ohne Anstrengung daher. Nach Kelseys Ansicht würden die Musiker Hemingways formal exzentrische Kompositionen derart mit einer Kombination von Akribie und offensichtlichem Enthusiasmus spielen, dass dies viel über Qualität von Hemingways Fähigkeiten als Bandleader aussage. Besonders Wierbos’ Soli seien erstaunlich; die Kompositionen Hemingways zeigten seine musikalische Raffinesse. Der Autor schließt mit der Empfehlung „sehr empfehlenswert“ (highly recommended), „die selten mehr Berechtigung habe“.

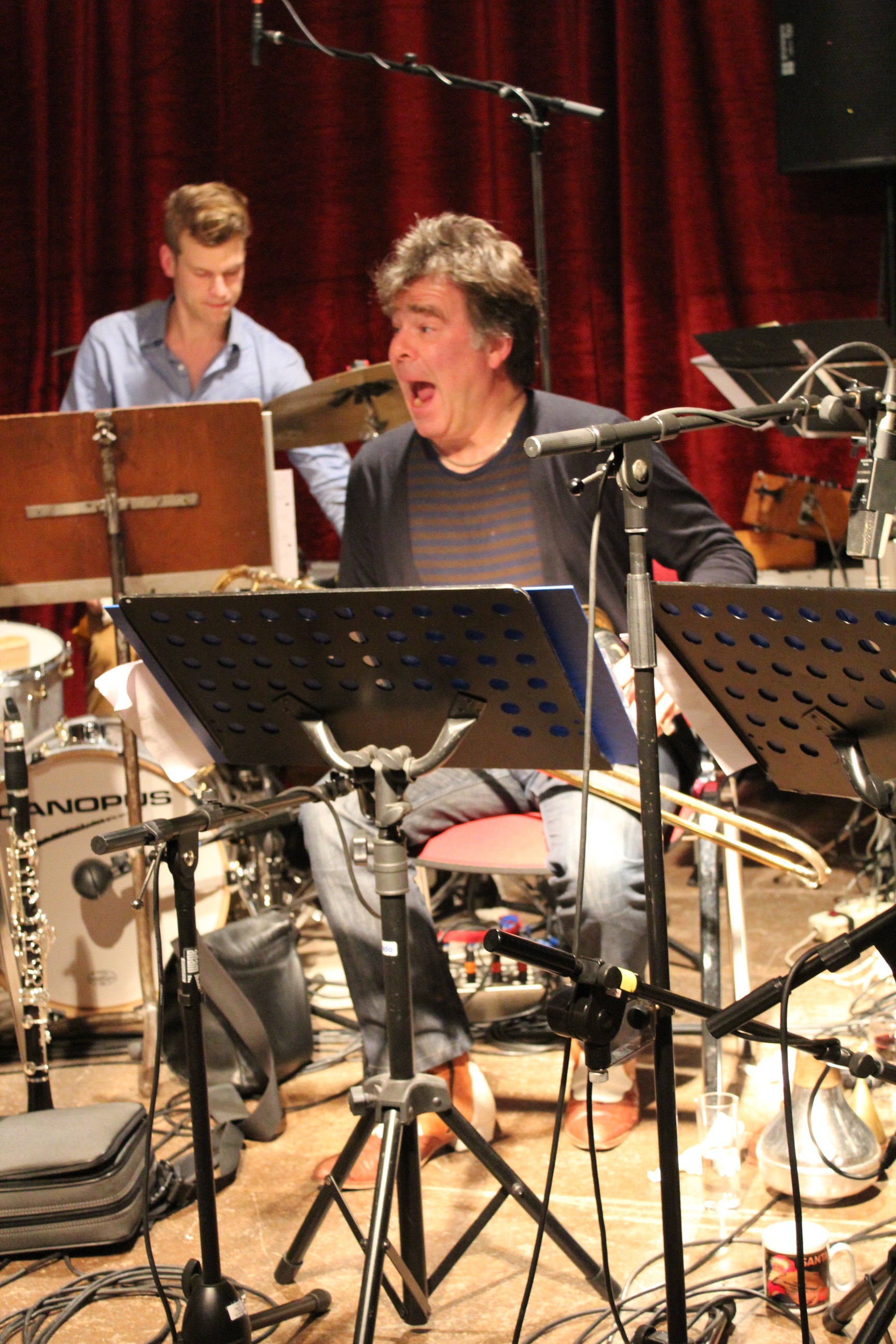
Wolter Wierbos 2012 im Loft (Köln).

Atmosphärisch bewege sich der Fortgang der Suite übergangslos zwischen den Abschnitten, so John Eyles in All About Jazz, episodisch wie ein Soundtrack mit verschiedenen Stufen von Stimmung und Tempo. Das gesamplete Material, komponierte und improvisierte Teile gingen nahtlos ineinander über; die ausgeschriebenen Ensemblepassagen geben Raum, so dass individuelle Stimmen der Solisten sich enthalten können, ohne aber zu dominieren.
Scott Yanow, der das Album in AllMusic mit vier (von 5) Sternen auszeichnete, lobte vor allem das Zusammenspiel von Posaune und Klarinette; auch Cello- und Bass-Spieler würden sehr gut zusammenarbeiten. Gerry Hemingways Album sei „lückenlos überraschend und farbenfroh, und es wert entdeckt zu werden“.
Richard Cook und Brian Morton verliehen dem Album in The Penguin Guide to Jazz die Höchstnote von vier Sternen; sie fanden, Hemingway hätte hier „einen besonders guten Tag“ gehabt. Im Unterschied zu den vorangegangenen Produktionen mit seiner bisherigen europäischen Formation (Wierbos, Ernst Reijseger, Michael Moore, Mark Dresser) sei seine Kompositionsweise prägnanter; die Balance zwischen Ensemblespiel und solistischen Einlagen perfekt gewählt und die Sample-Effekte – vor allem die kratzige 78er mit Gefiedel am Anfang der Suite – geschickt gehändelt. „Night Town/Tent schwankt irgendwo zwischen Charles Ives und europäischer Abstraktion“. Abschließend heben die Autoren Hemingways Fähigkeiten als Komponisten hervor, besonders im zweiteiligen Buddy Luckett’s Dream By the Dry Grass und Joe Cracklin Left This Before the River Got Him.
Ted Panken schrieb im Down Beat, das Album, „ein Set tonaler Charaktere, scheut das extravagant individualistische Push-and-Pull des Vorgängeralbums“. Die halbstündige, kammerjazz-artige Suite, der im Mittelpunkt des Albums steht, täusche mit den Hillbilly-artigen Titeln über den intellektuellen Gehalt des Werks hinweg. Samples, Loops, Delays und elektronische Klänge fungieren als motivische Dreh- und Angelpunkte und Ausgang für eine Reihe von bewegenden Klanglandschaften; diese entfalteten die Blues-Sprache in einer dekontextualisierten, unidiomatischen Weise.